# UE Engordany
UE Engordany este un club de fotbal din Andorra care evoluează în Campionat de Lliga.